# Egyptens trettioförsta dynasti
Egyptens trettioförsta dynasti varade 343 f.Kr.–331 f.Kr. Dynastin räknas oftast till Sentiden i det forntida Egypten. Egypten återerövrades 343 f.Kr. av den persiska kungen Artaxerxes III. Det persiska styret över Egypten varade i tolv år tills Alexander den store erövrade landet 331 f.Kr..
| Namn           | Datum         |
| -------------- | ------------- |
| Artaxerxes III | 343–338 f.Kr. |
| Artaxerxes IV  | 338–336 f.Kr. |
| Dareios III    | 336–332 f.Kr. |